# Nortorf (Steinburg)
Pour les articles homonymes, voir Nortorf (homonymie).
Nortorf est une commune allemande du Schleswig-Holstein, située dans l'arrondissement de Steinburg (Kreis Steinburg), à 13 kilomètres à l'ouest de la ville d'Itzehoe. Nortorf fait partie de l'Amt Wilstermarsch qui regroupe 14 communes autour de Wilster.